# Karel Teige
Karel Teige (Praga, 13 de diciembre de 1900 - id, 1 de octubre de 1951) fue un arquitecto, fotógrafo y crítico checo vanguardista que participó en los movimientos futurista, constructivista y surrealista. Utilizó especialmente el collage.
Está considerado como uno de los principales representantes de la vanguardia checa en los años 1920 - 1930. En 1920 fue miembro fundador de Devětsil, en 1924 fue el redactor del manifiesto del «poetismo» que se basaba en planteamientos futuristas y dadaístas, en 1929 también fue miembro fundador de Levá fronta (frente izquierdo), que sucedió a Devětsil por iniciativa del Partido Comunista de Checoslovaquia.
Su obra fotográfica está basada en el uso del fotomontaje. El contenido de los mismos expresaban en gran medida angustia ante las amenazas bélicas que se avecinaban, posteriormente se centró en contenidos eróticos.
Su concepción arquitectónica era opuesta a Le Corbusier contra él que escribió un libro titulado «Anti-Corbusier», acusando al  arquitecto suizo de abandonar el funcionalismo racional para convertirse en elitista con motivo del proyecto para el edificio Mundaneum en Ginebra. Teige señalaba que «el único objetivo y el alcance de la arquitectura moderna es la solución científica de las tareas exactas de la construcción racional».
Al finalizar la Segunda Guerra Mundial el régimen soviético le acusó de trotskista y prohibió sus trabajos y el ejercicio de su profesión desde 1948, además se encontraba sometido a vigilancia permanente. El 1 de octubre de 1951 murió de un ataque al corazón, pocos días después la policía registró su casa y parece ser que desaparecieron numerosos manuscritos. Jožka Nevařilová y Eva Ebertová eran dos mujeres con las que mantuvo una estrecha relación y que se suicidaron al poco de su muerte.